# شامیرام دردریان
شامیرام واهانی دردریان (ارمنی: Շամիրամ Վահանի Տերտերյան؛  ۱۰ اکتبر ۱۹۳۵) یک بازیگر اهل ارمنستان بود. 
شامیرام واهانی دردریان (به ارمنی: Շամիրամ Վահանի Տերտերյան) بازیگر برجستهٔ اهل ارمنستان است که در ۱۰ اکتبر ۱۹۳۵ متولد شده است.  او در عرصهٔ تئاتر و سینمای ارمنستان فعالیت داشته و به‌عنوان یکی از چهره‌های شناخته‌شده در هنرهای نمایشی این کشور محسوب می‌شود. 
زندگی‌نامه و فعالیت هنری
شامیرام دردریان در طول دوران حرفه‌ای خود در تئاتر و سینمای ارمنستان نقش‌آفرینی کرده است.  او به‌ویژه در دوران اتحاد جماهیر شوروی، در قرن بیستم، به‌عنوان یکی از بازیگران زن برجسته شناخته می‌شد.  فعالیت‌های هنری او در تئاتر و فیلم‌های ارمنستانی، جایگاه ویژه‌ای در فرهنگ و هنر این کشور دارد. 
جوایز و افتخارات
در تقدیر از خدمات و دستاوردهای هنری‌اش، شامیرام دردریان موفق به دریافت مدال طلای وزارت فرهنگ جمهوری ارمنستان شده است.  این مدال یکی از بالاترین نشان‌های افتخار در حوزهٔ فرهنگ و هنر در ارمنستان است که به هنرمندان برجسته اعطا می‌شود. 

## زندگی‌نامه
وی در ۱۰ اکتبر ۱۹۳۵  به دنیا آمد . وی همچنین برندهٔ جوایزی همچون مدال طلای وزارت فرهنگ جمهوری ارمنستان شده‌است.